# Милена Минкова
Милена Юлиянова Минкова е български учен, лингвист в областта на латинския език.

## Биография
Завършва Националната гимназия за древни езици и култури в София.
През 1988 г. завършва магистратура по класическа филология в Софийския университет. Между 1990 и 1991 г. е стипендиант на Кацаров в Женевския университет. През 1992 г. защитава дисертация по класическа филология на тема „Личните имена от латинските надписи в България /към тяхната атрибуция/“ в Софийския университет. През 1993 г. защитава магистратура по християнска и класическа филология в Папския салезиански университет в Рим, а през 1995 г. защитава дисертация по християнска и класическа филология в същия университет. След това е стипендиант на DAAD в Хайделбергския университет (1995 – 1996). Тя е живяла, учила и преподавала в Швейцария, Германия и Италия. В настоящия момент живее в САЩ и преподава латински и класически езици. От последното десетилетие на XX век е една от водещите фигури във възраждането на употребата на латинския език сред преподавателите и изследователите на езика. В периода 2001 – 2005 г. е асистент и хоноруван асистент в Университета на Кентъки в Лексингтън. От 2005 до 2011 г. е доцент в същия университет. От 2011 г. е професор в Колежа по изкуства и науки отново там.
Автор е на няколко книги, включително и на The Personal Names of the Latin Inscriptions in Bulgaria (Peter Lang, 2000, Личните имена в латинските надписи в България); The Protean Ratio (Peter Lang, 2001); Introduction to Latin Prose Composition (Bolchazy-Carducci, 2007 Въведение в съставянето на латинската проза), публикува и превод на книгата на Джон Скот Ериугена За разделението на природата (Лик, 1994).